# Cabilia
La Cabilia (in berbero ⵜⴰⵎⵓⵔⵜ ⵏ ⵍⴻⵇⴱⴰⵢⴻⵍ, Tamurt n Leqbayel; in arabo منطقة القبائل‎?, Minṭaqat al-Qabāʾil; in francese Kabylie) costituisce una regione geografica e culturale dell'Algeria, situata a est di Algeri e che si estende lungo la costa da Dellys fino oltre Béjaïa, comprendendo la catena montuosa del Djurdjura.
La regione si caratterizza per la composizione etno-linguistica della sua popolazione, per la stragrande maggioranza di etnia berbera e di lingua berbera cabila. Nelle città costiere vi sono antiche comunità di moriscos arabofoni.
Nell'antichità questa regione, dominata dal Mons Ferratus (l'odierno Djurdjura) era abitata dalle Quinque Gentes ("Cinque tribù"), ricordate per la loro insofferenza al potere di Roma e per le rivolte descritte da Aurelio Vittore (De Caesaribus 39.22: "nationes Quinquegentanae") e da Eutropio (Breviarium ab Urbe condita, 9.22: "Quinquegentiani"). È possibile che proprio da questo nome derivi la denominazione attuale, che in arabo significa "le Tribù" (forse in origine "le 5 Tribù").

## Geografia

Carta topografica della Cabilia

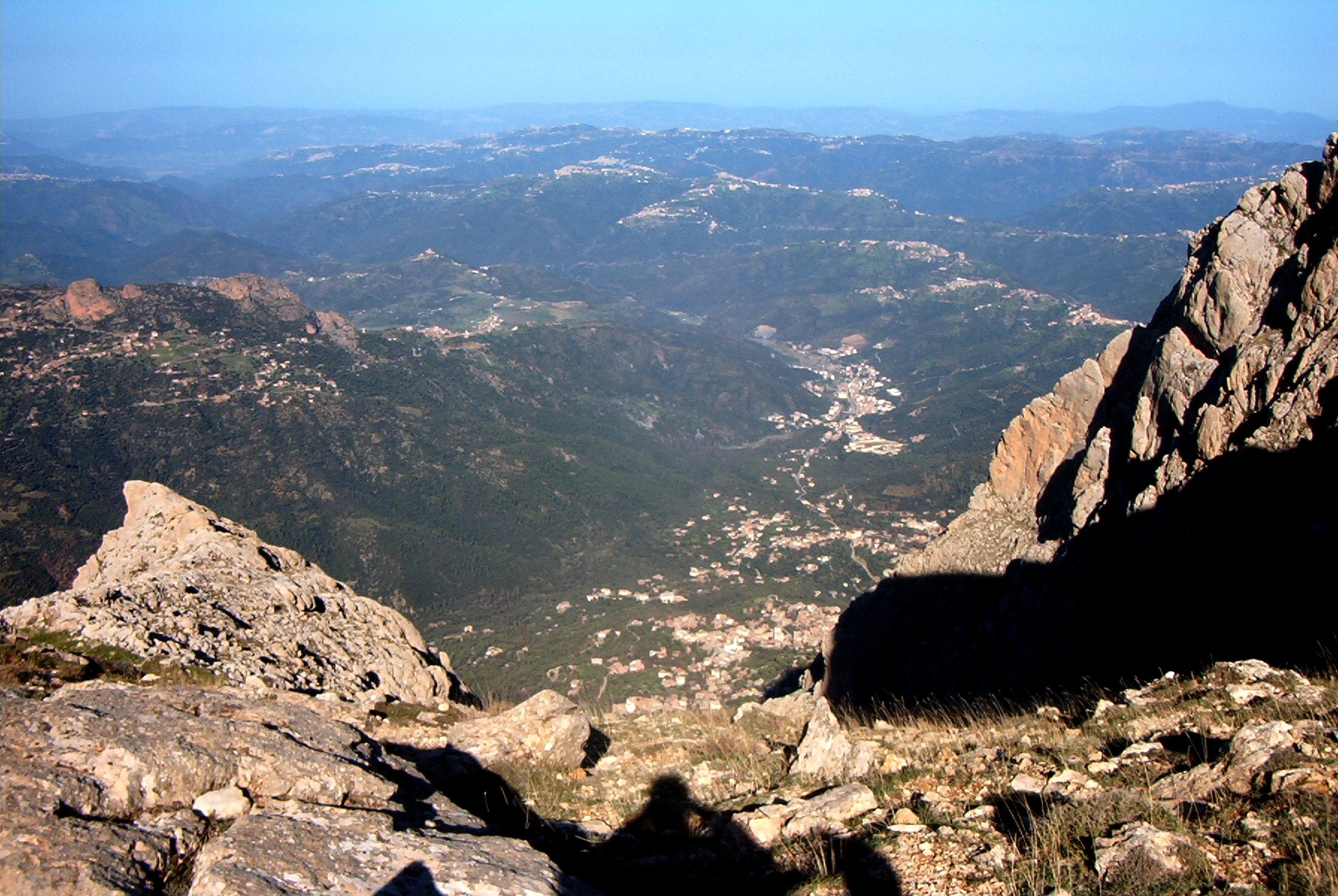
Vista dell'Alta Cabilia dalle cime del Djurdjura

Nonostante la relativa omogeneità della popolazione e della lingua, la Cabilia non ha una "personalità" amministrativa: l'Algeria non riconosce "regioni" ma solo "wilaya" (province). E il territorio della Cabilia è frazionato tra diverse wilayat: oltre a quelle di Tizi Ouzou e di Béjaïa (a elevatissima maggioranza di cabili) anche Bouira (Tubirett) e Boumerdès. La Cabilia ebbe esistenza amministrativa durante la guerra d'Algeria, in quanto costituì la Wilaya III dell'organizzazione della resistenza.

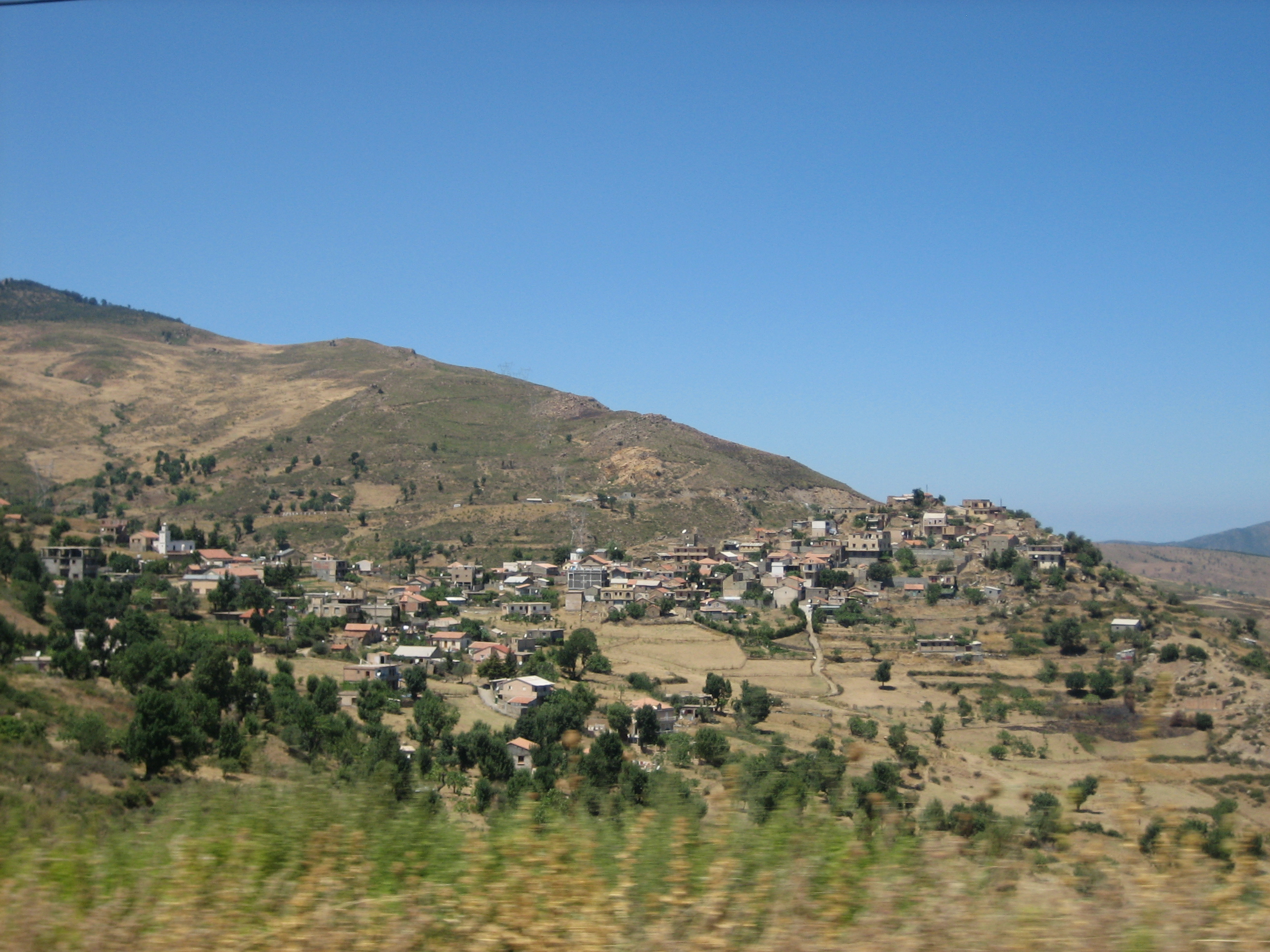
Paesaggio della Cabilia

Dopo l'insurrezione del 1871, la Francia coloniale decise di dividere questa provincia in due entità amministrative chiamate «Grande Cabilia» (a ovest, con capoluogo Tizi-Ouzou) e «Piccola Cabilia» (a est, con capoluogo Bugia). Le due Cabilie facevano parte rispettivamente del Dipartimento di Algeri e del Dipartimento di Costantina. Di recente si tende a parlare non di Grande e Piccola Cabilia bensì di "Alta Cabilia" (la parte occidentale, che comprende le vette più alte del Djurdjura) e "Bassa Cabilia" (la parte orientale, con la pianura della Soummam, in arabo Oued Sahel).
Dei capoluoghi delle due Cabilie, Bugia (Bgayet) è la capitale storica fin dalle epoche più antiche, descritta da numerosi storici tra cui Ibn Khaldun. I Cabili la chiamano Bgayet n lejdud ("Bgayet degli antenati"). Invece Tizi Ouzou, chiamato un tempo alla francese le village ("il villaggio") è di sviluppo recente (fondato dai Turchi, e cresciuto di importanza soprattutto in epoca coloniale).
Tre grandi massicci montuosi occupano la maggior parte della Cabilia:
- A Nord, la catena della Cabilia marittima, la cui vetta più alta è quella degli Ait Jennad (1278 m)
- A Sud, il Djurdjura, che domina la valle della Soummam, e culmina nella cima di Lalla Khadidja (2308 m)
- Tra le due catene, vi è il massiccio Agawa, il territorio più densamente popolato, con un'altitudine media di 800 m. È qui che si trova la maggiore città dell'Alta Cabilia, Tizi Ouzou. Larbaa Nat Iraten (già «Fort-National»), che contava 28 000 abitanti nel 2001, è il centro urbano più elevato di tutta la regione (930 m).

## Popolazione e lingua

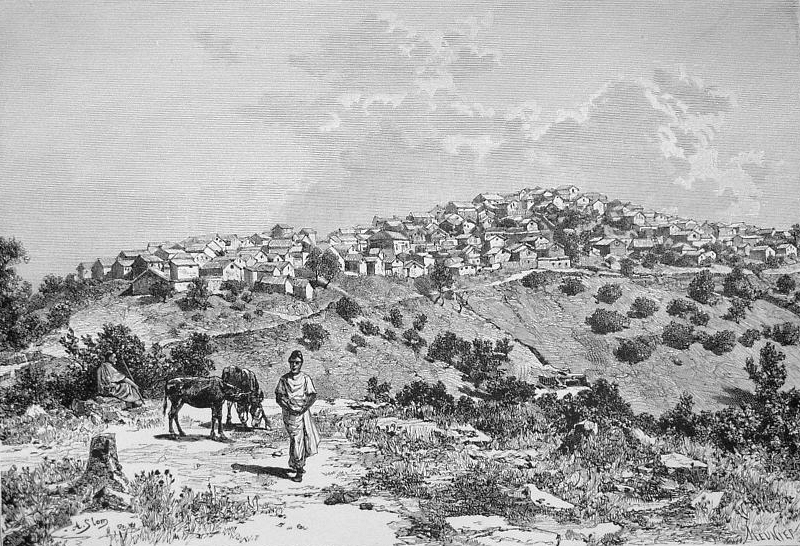
Un tipico villaggio cabilo costruito sulla cresta dei monti

Nonostante la sua natura montuosa, la regione della Cabilia ha un'elevata densità di popolazione. I numerosi villaggi sono di norma costruiti sulle creste dei monti, per lasciare spazio libero alle colture sui fianchi degli stessi e nelle vallate. Questa posizione aveva lo svantaggio di una certa lontananza dalle sorgenti d'acqua, collocate molto più a valle. Per secoli (e in molti villaggi ancora oggi) il compito di scendere alla fontana per il rifornimento d'acqua della casa è toccato alle donne, che intorno alla fontana avevano il loro luogo di riunione, che corrispondeva in un certo qual modo alla piazza dell'assemblea degli uomini, (tajmaât), collocata al centro del villaggio.

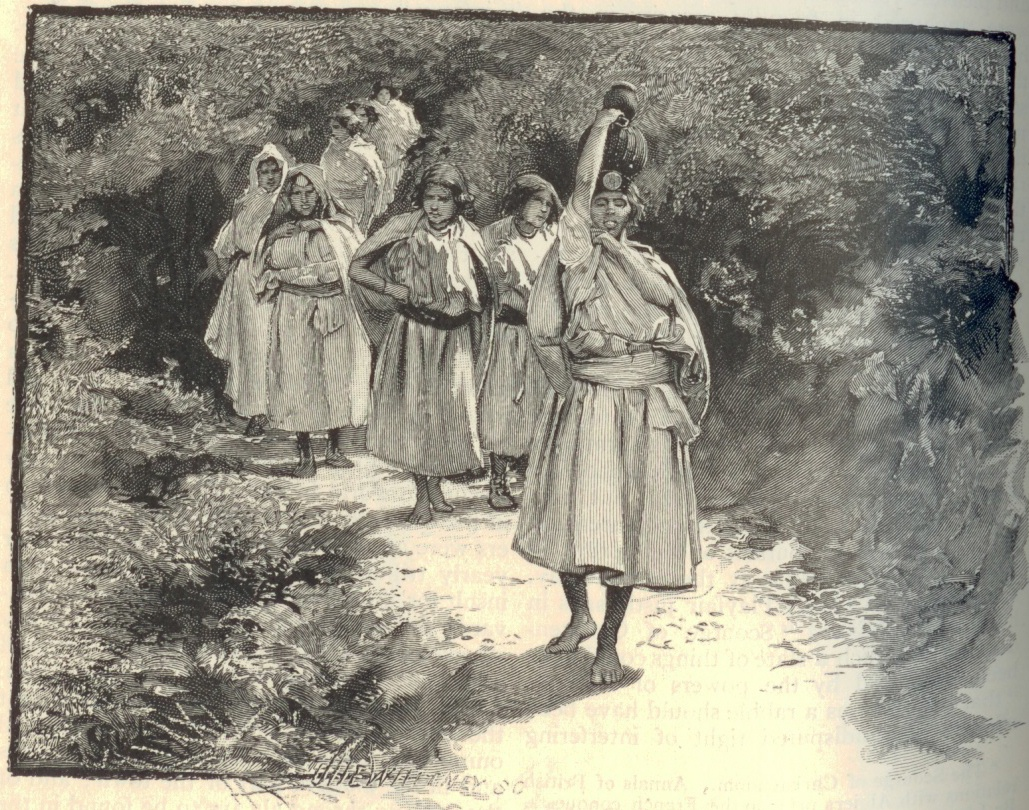
Donne cabile che si recano a prendere l'acqua, 1886

La popolazione attuale viene valutata intorno ai 5 milioni di abitanti. Data la natura del suolo, che non era in grado di assicurare la sopravvivenza a un numero eccessivo di abitanti, la Cabilia è sempre stata una terra di emigrazione, e oggi un numero elevato di Cabili vivono nel resto dell'Algeria (la capitale, Algeri, è in gran parte abitata da Cabili) ed all'estero, soprattutto in Francia, Europa e Canada.
La lingua della regione è il cabilo (taqbaylit), una varietà di berbero. Data la grande statura intellettuale di molti intellettuali cabili che hanno prodotto eccellenti opere letterarie, ed i profondi contatti con la civiltà "scritta" della Francia, che ha permesso di fissare nello scritto molti testi letterari fin dal XIX secolo, oggi la letteratura in cabilo è quella che conta il maggior numero di pubblicazioni. Nel complesso delle popolazioni di lingua berbera del Nordafrica, i Cabili rappresentano il secondo gruppo più numeroso dopo gli Chleuhs del sud del Marocco.

## Storia

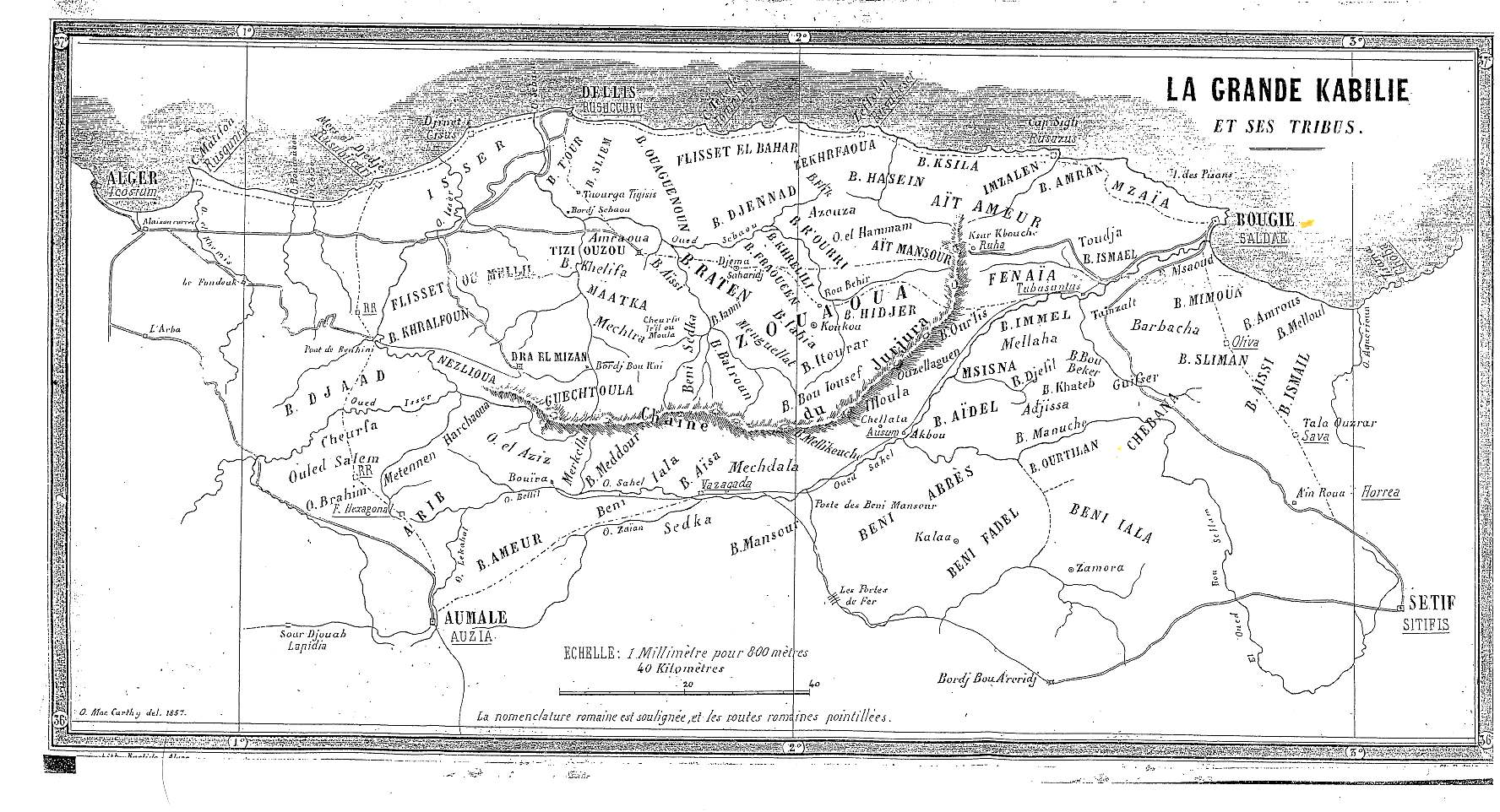
Cartina della Cabilia nel 1857, con le sue maggiori tribù e i toponimi di età romana

### Antichità, medioevo e periodo precoloniale
La Cabilia è sempre stata una regione fortemente gelosa della propria autonomia e indipendenza. Già in epoca romana, da qui nacquero numerose rivolte che impegnarono a lungo la potenza di Roma (per esempio l'insurrezione di Tacfarinas, 17-29 o quella dei Quinquegentiani nel 293-297.)
Anche le successive conquiste straniere, araba nel VII secolo e turca nel XVI, non riuscirono ad avere la meglio su questa regione che rimase sempre sostanzialmente indipendente. Nel medioevo, tribù berbere della Cabilia furono protagoniste di episodi importanti della storia del Nordafrica. Per esempio, nel X secolo i Kutāma fornirono il nucleo degli eserciti che permisero a ‘Ubayd Allāh, il primo califfo fatimide, di conquistare gran parte del Nordafrica, ponendo poi la propria sede in Ifriqiya (Tunisia). E quando i Fatimidi si trasferirono in Egitto, il comando venne lasciato alla famiglia cabila degli Ziridi, che continuò a governare la Tunisia mentre un altro ramo della famiglia (gli Hammaditi) prese il potere in Algeria.
In epoca turca la Cabilia non solo si mantenne sostanzialmente indipendente, ma diede anche vita a veri e propri regni come quello di Kuku o quello degli At Abbas.

### Colonialismo e indipendenza
Dopo la conquista di Algeri nel 1830 da parte dei francesi, la Cabilia fu un po' alla volta accerchiata, e cadde solo nel 1857, quando tutto il resto dell'Algeria era già stato conquistato. Nella resistenza si distinse un'eroina che ancor oggi è molto amata ed ammirata, Lalla Fadhma n'Soumer.
Nel 1871 la Cabilia fu tra le regioni che con più forza aderirono alla sollevazione che cercò di liberarsi dal colonialismo francese, approfittando dei rovesci che questi avevano subito nella guerra franco-prussiana. Sconfitti, i Cabili dovettero subire una gravissima repressione, con nuove istituzioni, nuove classi dirigenti e la confisca di gran parte delle terre migliori.
Sul finire della prima guerra mondiale i Cabili del massiccio dell'Aurés si ribellarono a causa della pesante dominazione coloniale ed alla coscrizione obbligatoria, occorsero alcune settimane e due divisioni francesi per reprimere la rivolta: gli insorti furono fucilati a centinaia e decine di villaggi vennero distrutti.

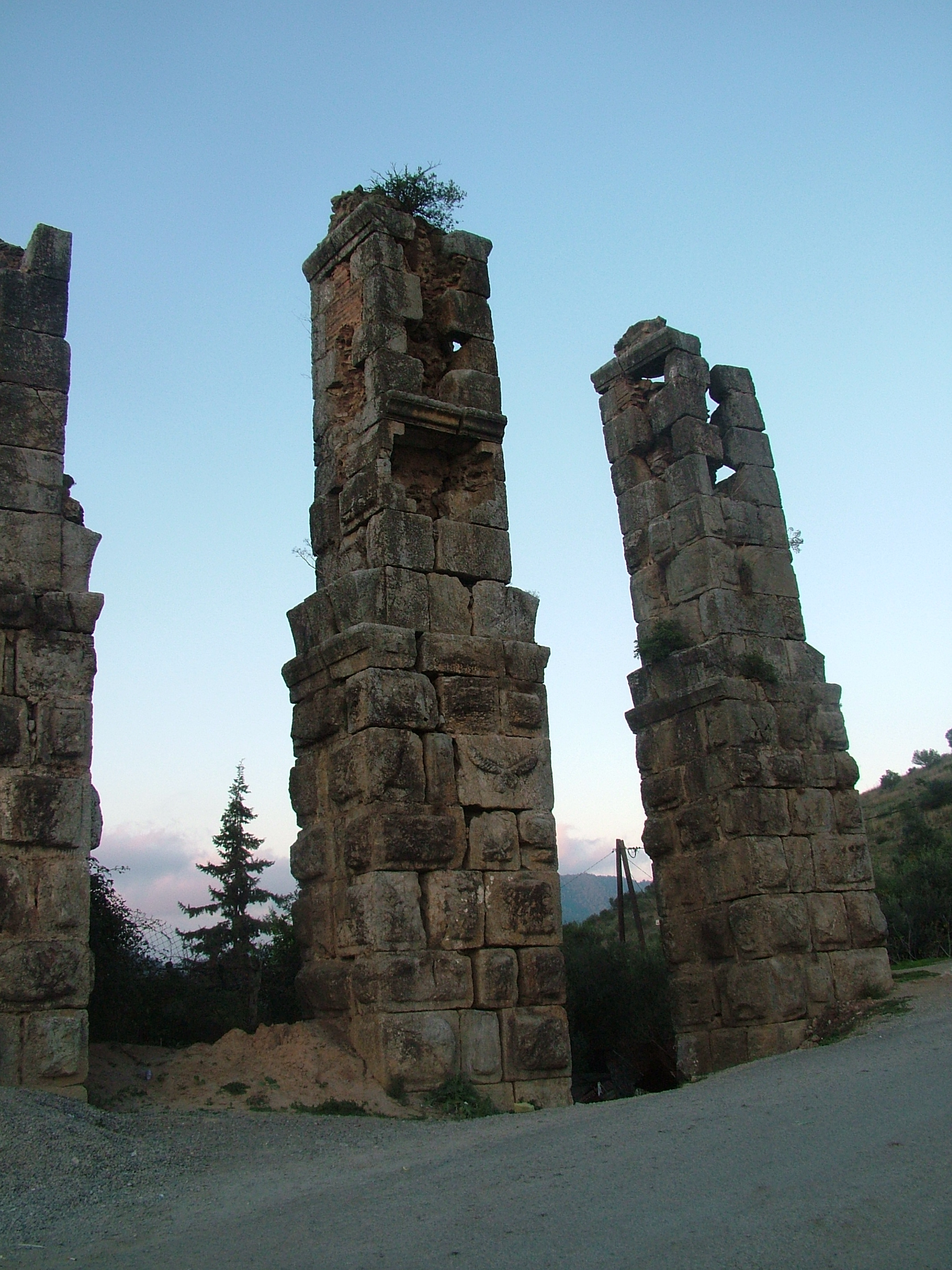
Resti dell'acquedotto romano di Toudja (Béjaia)

La Cabilia fu in prima linea nella lotta al colonialismo francese anche al momento della decolonizzazione. In Cabilia si formarono i quadri della resistenza, e si tenne, nel 1956, il Congresso della Soummam, che tracciò le prospettive politiche del futuro stato algerino indipendente.
Ciononostante, le classi dirigenti affermatesi in Algeria dopo l'indipendenza erano costituite soprattutto da militari formatisi all'estero, in particolare in Egitto, e fortemente impregnati dell'ideologia panarabista di Nasser. Così la lingua berbera della Cabilia venne per lungo tempo non solo esclusa dalla Costituzione, ma addirittura duramente perseguitata.
Nella primavera del 1980, in seguito al divieto imposto dalle autorità ad una conferenza di Mouloud Mammeri sulle Poesie Cabile antiche all'università di Tizi-Ouzou, gli studenti occuparono l'università e vennero violentemente attaccati dalla polizia il 20 aprile, che da allora è ricordato tutti gli anni come la Primavera berbera, in cui nacque, nel sangue e nella repressione, un movimento di massa per il riconoscimento della lingua e della cultura berbera. Un altro momento di confronto col governo centrale si ebbe nel 1994-1995, con uno sciopero scolastico durato tutto l'anno (tutti gli studenti cabili persero l'anno) per richiedere l'insegnamento del berbero nella scuola, insegnamento ottenuto a partire dal 1995.
Più di recente, nel 2001, nuovi disordini ebbero luogo dopo l'uccisione ingiustificata di un giovane studente da parte dei gendarmi: la gioventù della Cabilia improvvisò estese manifestazioni che vennero contrastate dai gendarmi che sparavano a vista facendo oltre 100 vittime. Questo periodo di lutti, iniziatosi anch'esso nel mese di aprile, viene oggi denominato "Primavera nera".
Nella cultura di massa
L'altipiano Cabilo (Kabilo) è citato nel film La battaglia di Algeri di Gillo Pontecorvo, nella celebre sequenza dell'arrivo dei paracadutisti francesi nella Algeri sconvolta dalle azioni del FLN, dell'OAS e dalla repressione delle autorità.